# У дома
У дома (на английски: Home) е американска 3D компютърна анимация от 2015 г., продуциран от DreamWorks Animation и разпространяван от 20th Century Fox. Филмът е базиран по книгата „The True Meaning of Smekday“ от 2007 година на Адам Рекс. Джим Парсънс, Риана, Дженифър Лопес и Стийв Мартин озвучават главните персонажи във филма. Режисьор е Тим Джонсън, продуценти са Мирей Сория, Крис Дженкинс и Сюзън Бюрги. Сценарият е на Том Джей Астъл и Мат Ембър.

## Сюжет
Приятелски настроената номадска извънземна раса Буув идва на Земята с надеждата, че така ще се скрие от своя смъртен враг и ще намери своя нов дом. Извънземните не са много адекватни и започват да разселват хората и да реорганизират планетата, мислейки, че правят добро. Техен лидер е капитан Смек (Стив Мартин).
Един от извънземните – Ох (Джим Парсънс) – е низшестоящ и осъден на изгнание, но случайно уведомява своите неприятели за местонахождението си и е принуден да търси друго скривалище някъде из непознатата за него човешка планета. В негов спътник и неволен съучастник се превръща земното момиче-тийнейджърка Тип (Риана), която си има любяща майки и котарак на име Свинчо и е много съобразителна, като успява да избегне залавянето си в плен. Те се срещат случайно в един магазин и с нейна помощ Ох си проправя път през постапокалиптичната Америка и останалия свят, като научава повече за човешките същества и техните чувства.
Двамата бегълци разбират, че не само галактическите взаимоотношения, но много повече неща са поставени на карта, когато предприемат незабравимото пътешествие на живота си. Дженифър Лопес озвучава Люси – майката на Тип.

## Актьори
- Джим Парсънс е Oх, приятел на Тип[3]
- Риана е Тип, тийнейджърка, приятелка на Ох.[3][4]
- Дженифър Лопес е Луси, майката на Тип[3][4][5]
- Стийв Мартин е капитан Смек, водачът на расата Буув[3]

## В България
Премиерата по кината на „У дома“ се състоя на 27 март 2015 г. в 2D и 3D формат, озвучен на български език. Премиерата на DVD, Blu-ray и Blu-ray 3D формат за домашна употреба е на 24 август 2015 г.